# Yady Camara Minka
 (février 2017).
Pour les articles homonymes, voir Camara et Minka.
Yady Camara Minka, né le 15 octobre 1989 à Conakry, est un footballeur guinéen.

## Biographie
Il est repéré lors du premier tournoi de détection à Conakry. Lors de ce tournoi il s'engage avec Le Mans UC 72 où il évoluera en réserve avec ces compatriotes Landel, Sylla, Bangoura, Sow. Il devrait intégrer l'équipe première du MUC pour la saison 2009-2010. Il est considéré comme un bon espoir au Mans et comme un grand espoir en Guinée du fait de son jeune âge. Il s’entraîne notamment avec le groupe professionnel. Il ne sera finalement pas conservé par le club sarthois.
Il possède 3 sélections en équipe de Guinée de football pour un but marqué.
Durant l'été, il passe un essai au Racing Club de Strasbourg et marque un but en amical contre Besançon (CFA) mais n'est finalement pas conservé.